# Heinrich Funck (Philologe)
Heinrich Funck (* 19. Februar 1853 in Waldshut-Tiengen; † 18. Dezember 1932 in Gernsbach-Scheuern) war ein deutscher Gymnasiallehrer und Historiker. Sein besonderes Interesse galt dem Geistesleben in der zweiten Hälfte des 18. Jahrhunderts.

## Leben
Nach dem Studium der klassischen Philologie an der Universität Leipzig und an der Universität Heidelberg erhielt Funck 1879 eine Stelle als Professor am großherzoglichen Gymnasium in Karlsruhe. 1893 wechselte er als Professor und Direktor an die Höhere Bürgerschule (seit 1912: Realschule) in Gernsbach.
In der Reihe der Schriften der Goethe-Gesellschaft gab er 1901 die Korrespondenz zwischen Johann Wolfgang von Goethe und Johann Caspar Lavater heraus. Zuvor hatte er bereits den Briefwechsel zwischen Lavater und Johann Heinrich Merck aufbereitet. 1912 edierte er die Schriften und Briefe der Susanna Katharina von Klettenberg. Funck war korrespondierendes Mitglied der Badischen Historischen Kommission.

## Veröffentlichungen (Auswahl)
- Briefwechsel zwischen Merck und Lavater, in: Historische Monatsschrift 1 (1900), H. 1, S. 48–70.
- (Hrsg.): Goethe und Lavater. Briefe und Tagebücher (= Schriften der Goethe-Gesellschaft, Bd. 16), Weimar 1901. (Digitalisat)
- (Hrsg.): Die schöne Seele. Bekenntnisse, Schriften und Briefe der Susanna Katharina von Klettenberg. Frankfurt/M. 1912.